# Хантер, Арлин
Арлин Хантер (англ. Arline Hunter; 16 декабря 1931 — 	11 сентября 2018) — американская актриса и модель. Playmate журнала Playboy за август 1954 года.

## Биография
Родилась 16 декабря 1931 года в Колдуэлле (штат Айдахо).
Значительной части своей модельной славы обязана сходству с Мэрилин Монро. Соблазнительные фотосессии Хантер во многом повторяют те позы и жесты, что можно увидеть в легендарной съёмке ММ с Томом Келли 1949 года. Это сходство также было обыграно создателями короткометражного фильма «Яблочки-молотки и Кока-Кола» (1948). Даже спустя много лет зрители продолжали принимать Хантер за Монро.
Арлин Хантер снялась в нескольких фильмах категории B, в основном в ролях сексуальных крошек с минимумом одежды. В 1957 году она появилась в фантастической комедии «Космический космос». Её актёрскими удачами следует признать участие в фильме «Секс-кошечки идут в школу» с Мейми Ван Дорен в главной роли и эпизоды телесериалов «Перри Мейсон» и «Мои три сына».
С 1990 года Хантер была замужем за уроженцем Пруссии Вольфгангом Вергином до его смерти в феврале 2006 года.
Умерла в Калифорнии 11 сентября 2018 года в возрасте 86 лет.